# Sahara Occidental
El Sahara Occidental o Sáhara Occidental es una región del norte de África situada en el extremo occidental del desierto del Sahara, a orillas del océano Atlántico. Es uno de los diecisiete territorios no autónomos bajo supervisión del Comité Especial de Descolonización de la Organización de las Naciones Unidas, con el fin de terminar el colonialismo. Fue introducido en la lista de los territorios no autónomos el 15 de diciembre de 1960 a través de la resolución 1542 (XV) de la Asamblea General de las Naciones Unidas, cuando todavía era una provincia española.
La potencia administradora de iure es España, y como tal, hasta que finalice el periodo de la descolonización, tiene las obligaciones recogidas en los artículos 73 y 74 de la Carta de Naciones Unidas. Esta posición ha sido ratificada por los órganos jurisdiccionales españoles, los cuales en alguna ocasión se han declarado competentes para conocer de los delitos cometidos en el territorio.
Su proceso de descolonización fue interrumpido en 1976, cuando España abandonó el Sahara Occidental en manos de Marruecos y Mauritania —tras la marcha verde y conforme a lo dispuesto en los Acuerdos de Madrid (1975), no válidos según el Derecho internacional—. El territorio está ocupado actualmente en su mayor parte por Marruecos, que lo llama sus Provincias Meridionales, aunque la soberanía marroquí no es reconocida por las Naciones Unidas y es rechazada por el Frente Polisario, que proclamó su independencia en 1976 creando la República Árabe Saharaui Democrática, reconocida hasta el momento por ochenta y dos países de los cuales cincuenta y uno han congelado o cancelado su relación con ella. Esta administra la región al este no controlada por Marruecos, la cual denomina Zona Libre o Territorios Liberados. En 1991, ambas partes firmaron ante la ONU un alto al fuego con el fin de preparar la celebración de autodeterminación en el que la población saharaui pudiera decidir su futuro. Sin embargo, las hostilidades se reanudaron en noviembre de 2020 después de que el Polisario acusara a Marruecos de violar los términos del mismo a raíz del ataque llevado a cabo por fuerzas militares marroquíes en el puesto de Guerguerat, muy cerca de la frontera sur con Mauritania. El Tribunal de Justicia de la Unión Europea sentenció en 2021 la obligación para la Unión Europea de "el respeto de su estatuto separado y distinto".

## Geografía
El Sahara Occidental se encuentra ubicado en África del Norte, limitando al oeste con el océano Atlántico, al este y el sur con Mauritania (1570km de fronteras), al norte con Marruecos (500km de fronteras) y al noreste con Argelia (70km de fronteras).
Cuenta con una extensión de aproximadamente 266 000 km². Posee un litoral de 1100 km de largo frente al Atlántico.
El Sahara se encuentra entre las latitudes 27°40′ (norte) y la 20°47′ (sur) y las longitudes 8°40′ (este) y 17°6′ (oeste), estando atravesado por el trópico de Cáncer.

### Geología
El territorio está ocupado por el desierto del Sahara, siendo una parte mar de dunas (arenosa) y otra hamada (pedregosa).

Sáhara Occidental en África
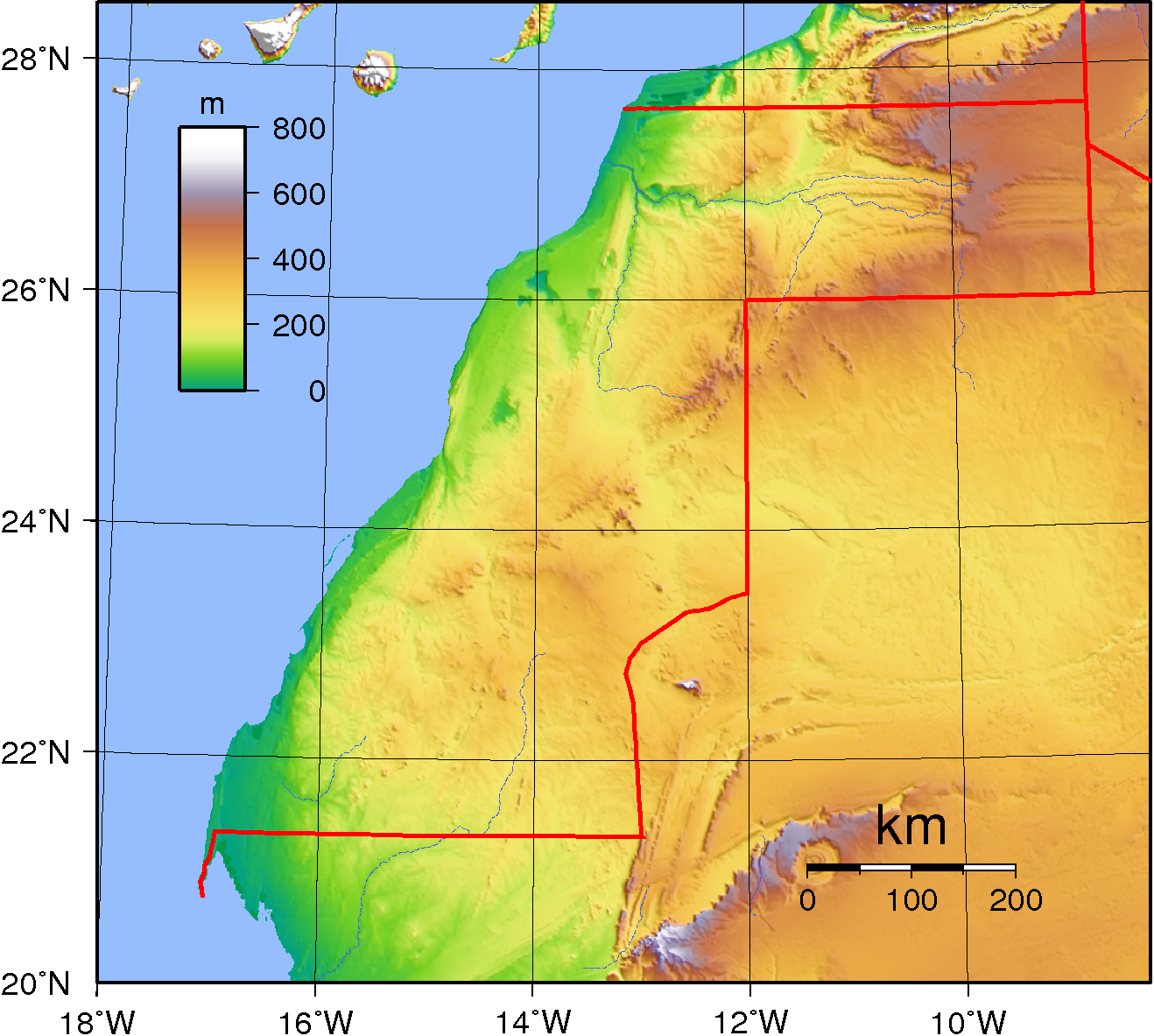
Topografía del Sáhara Occidental
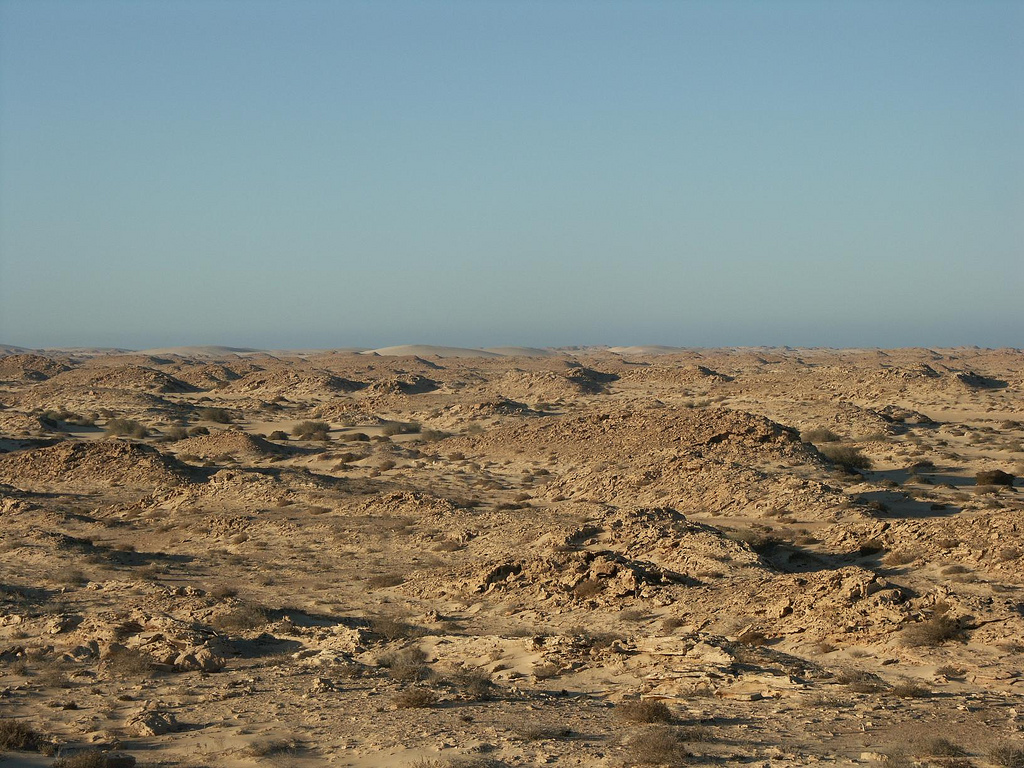
Terreno desolado paisaje en la región de Río de Oro, cerca de la ciudad de Guerguerat
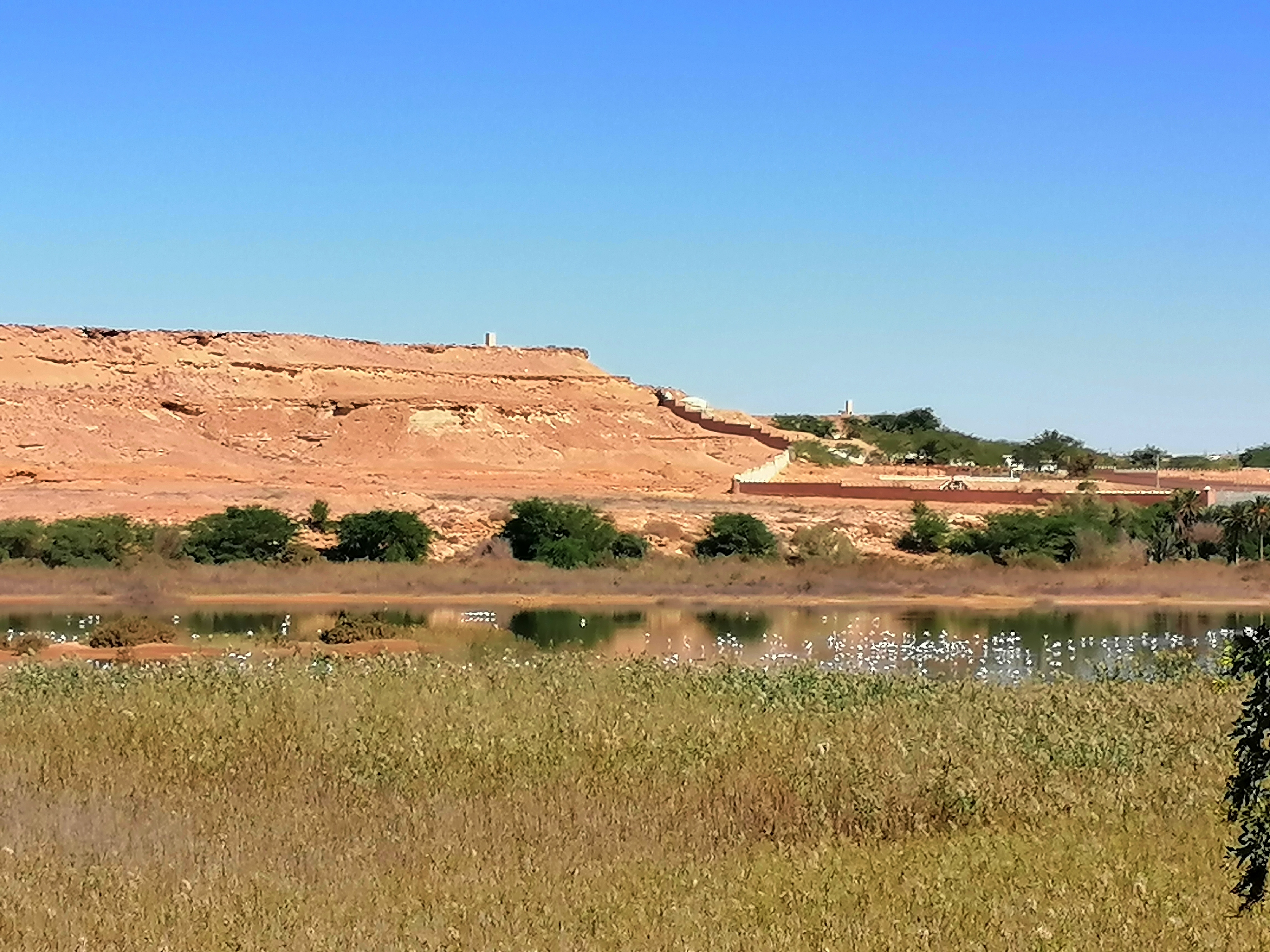
Lago intermitente Dait Um Saad

### Clima
Se trata de un territorio con clasificación de Koopen BWh, clima árido cálido subtropical. Las lluvias son muy poco frecuentes y, en todo caso, torrenciales. Señalar el frecuente siroco, tormentas de arena y tolvaneras.
En zonas costeras se dan brumas marinas. El interior cuenta en verano con máximas medias que alcanzan los 43-45 °C (109-113 °F) en julio y en agosto; durante el invierno, los días siguen siendo calurosos o muy calurosos, con máximas medias de 25 a 30 °C (77 a 86 °F); sin embargo, en la parte septentrional del territorio, el termómetro puede caer por debajo de 0 °C (32 °F).

### Flora
La escasa vegetación casi solo se limita a los oasis, gueltas, dayas y ueds (torrentes) con especies como Typha, Phragmites, Cyperus y Juncussin. Sin embargo, se trata de una región rica en endemismos. En los mares de dunas y regs se encuentran variedades de Aristida. En los reg de suelo arenoso y arcilloso se dan Cornulaca y en los de suelo salino Tetraena.

### Fauna
Existen algunas especies de animales adaptadas al árido hábitat desértico, como el zorro del desierto, la gacela dama, la hubara, el corredor, la ganga senegalesa, la foca monje, el dromedario, diversos reptiles, entre otros. 

### Medio ambiente
El territorio pertenece a la ecorregión desértica denominada estepa del Sahara septentrional; salvo la costa, que se divide entre el bosque seco mediterráneo y matorral suculento de acacias y erguenes, en el extremo norte, y el desierto costero atlántico, en el centro y sur, y algunos enclaves de salobral del Sahara en el interior.
La asociación ecologista italiana Legambiente informó en 2001 de que se habían vertido más de 600 000 tn de residuos radiactivos en el fondo marino de la costa del Sáhara Occidental. Se trata sobre todo de un tráfico dirigido por la mafia italiana.

## Economía

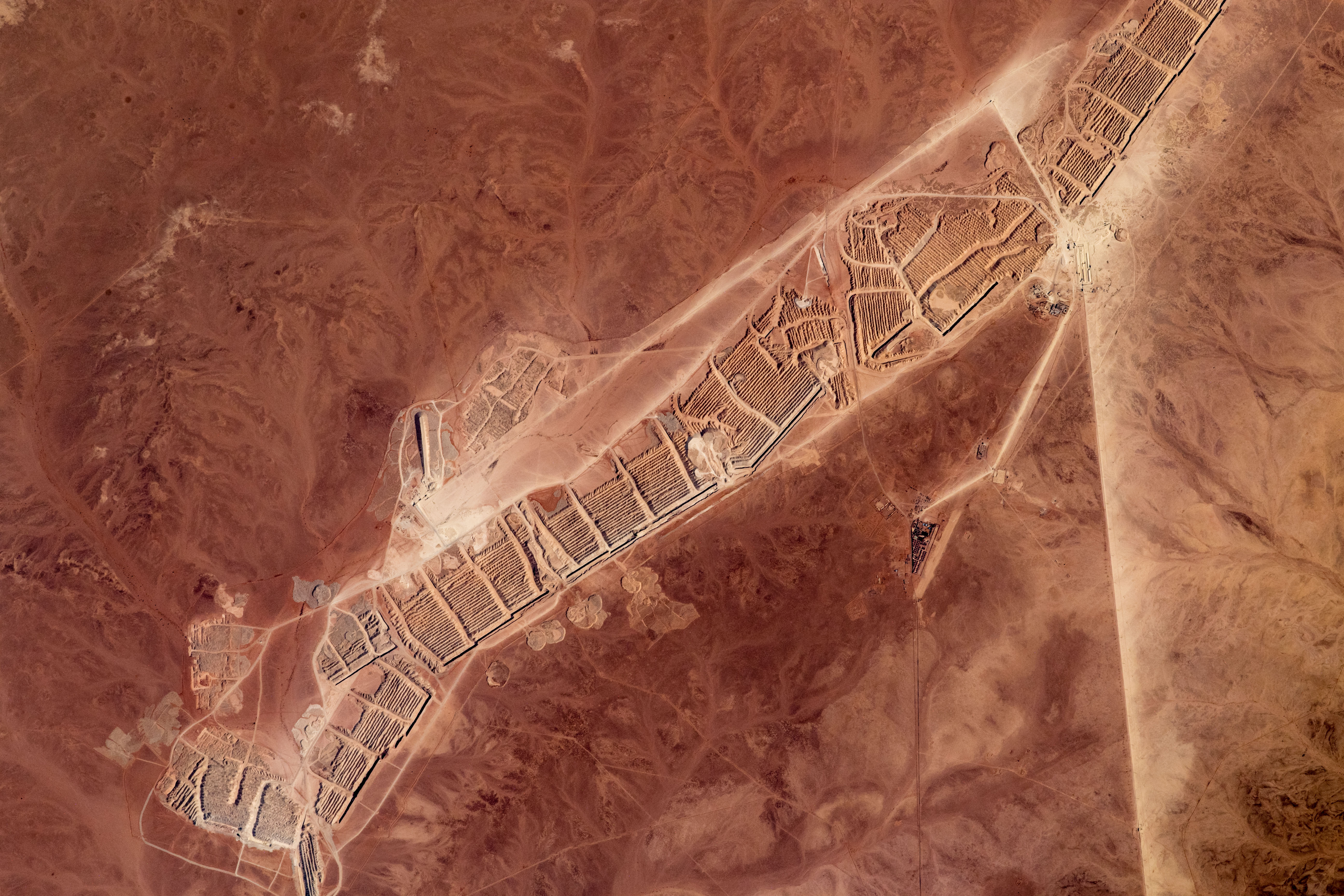
Minas de fosfatos de OCP Group en Bucraa. Imagen de la AEE (2018).

Se trata de una región rica en recursos mineros, destacando las minas de fosfatos de Bucraa explotadas por la empresa estatal marroquí OCP Group. Los fosfatos se emplean para la producción de fertilizantes y son la principal fuente no convencional de uranio. Se pueden destacar además, las prospecciones de petróleo en el medio marítimo frente a Bojador y el banco pesquero canario sahariano.

## Demografía
El Sahara Occidental es uno de los territorios más escasamente poblados del mundo, siendo de 2,3 personas por kilómetro cuadrado en el año 2021, similar a la de Mongolia. Hacia julio de 2004 existía en el Sahara Occidental una población estimada de poco más de 277.000 habitantes, mientras que para el año 2021, la población del Sahara Occidental es de 612.000 habitantes, según datos de la ONU El crecimiento demográfico producido en los últimos años se ha debido a la alta tasa de natalidad y a la llegada de población alentada por el Reino de Marruecos con el objetivo de aumentar el porcentaje de marroquíes en el territorio. La mayor parte de la población se encuentra en el territorio controlado por Marruecos, mientras que el territorio controlado oficialmente por la República Árabe Saharaui Democrática está escasamente poblado (aproximadamente 30.000 habitantes) por su carácter inhóspito y la presencia de minas antipersona por el conflicto del Sahara Occidental.
Además, en el territorio hay instalados unos 180.000 militares del Ejército marroquí. 

Evolución demográfica entre 1961 y 2017 (fuente: Naciones Unidas: World Population Prospects). Población en miles de habitantes.

Según datos de 2014, el 86.8̬ % de la población es urbana, y las principales ciudades son El Aaiún con 270.000 habitantes, Villa Cisneros con 106.277, Cabo Bojador, Auserd y Esmara. La tradicional forma de vida nómada se encuentra en claro detrimento por la peligrosidad del conflicto del Sahara Occidental.
El grupo étnico mayoritario es el saharaui (ascendencia mixta árabe-bereber), árabe y (árabes y bereberes arabizados) y bereber. Existe también una  minoría europea y subsaharianos.

## Cultura

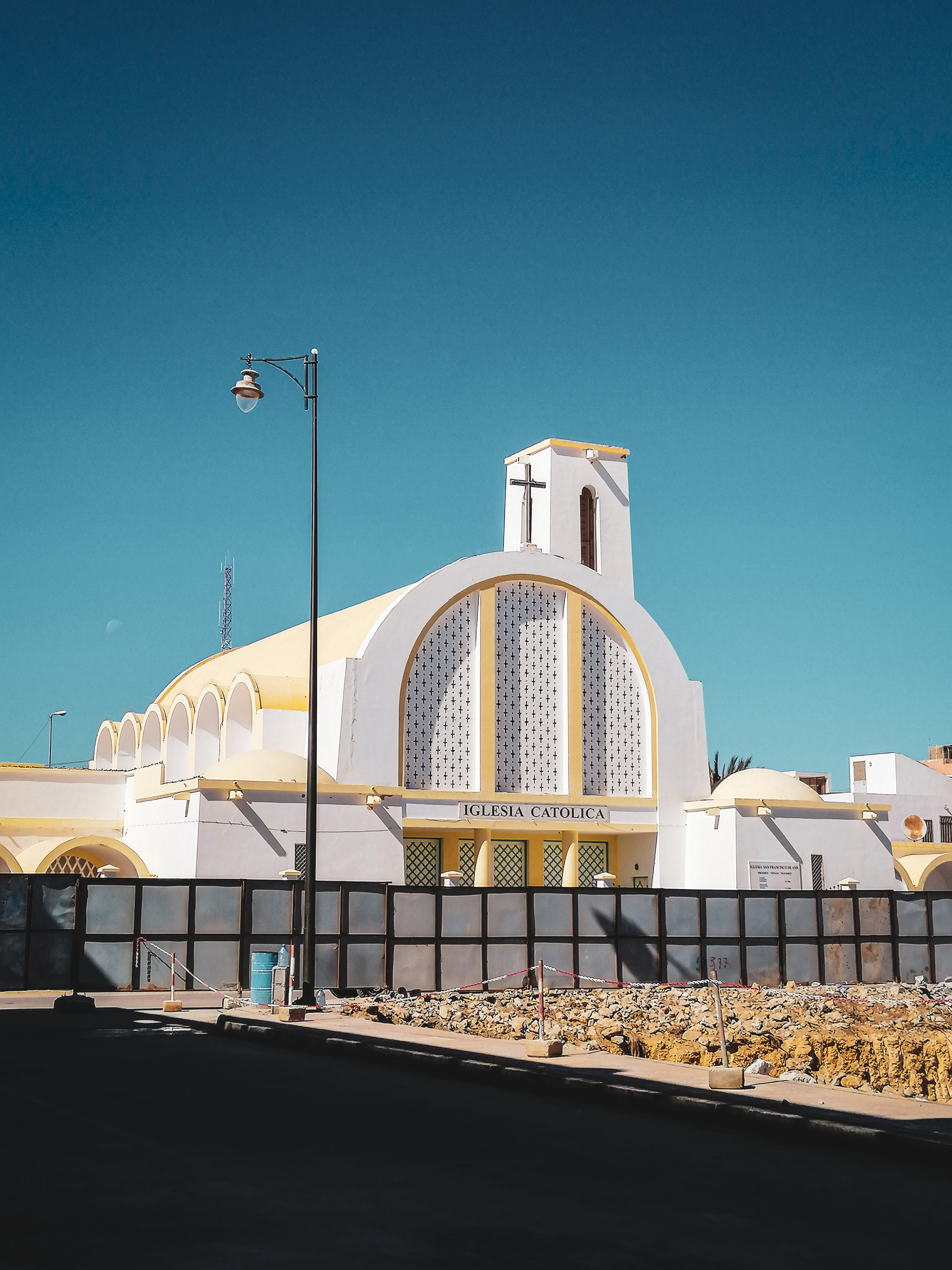
Catedral de San Francisco de Asís (1954), testimonio de la presencia española en el Sahara Occidental.

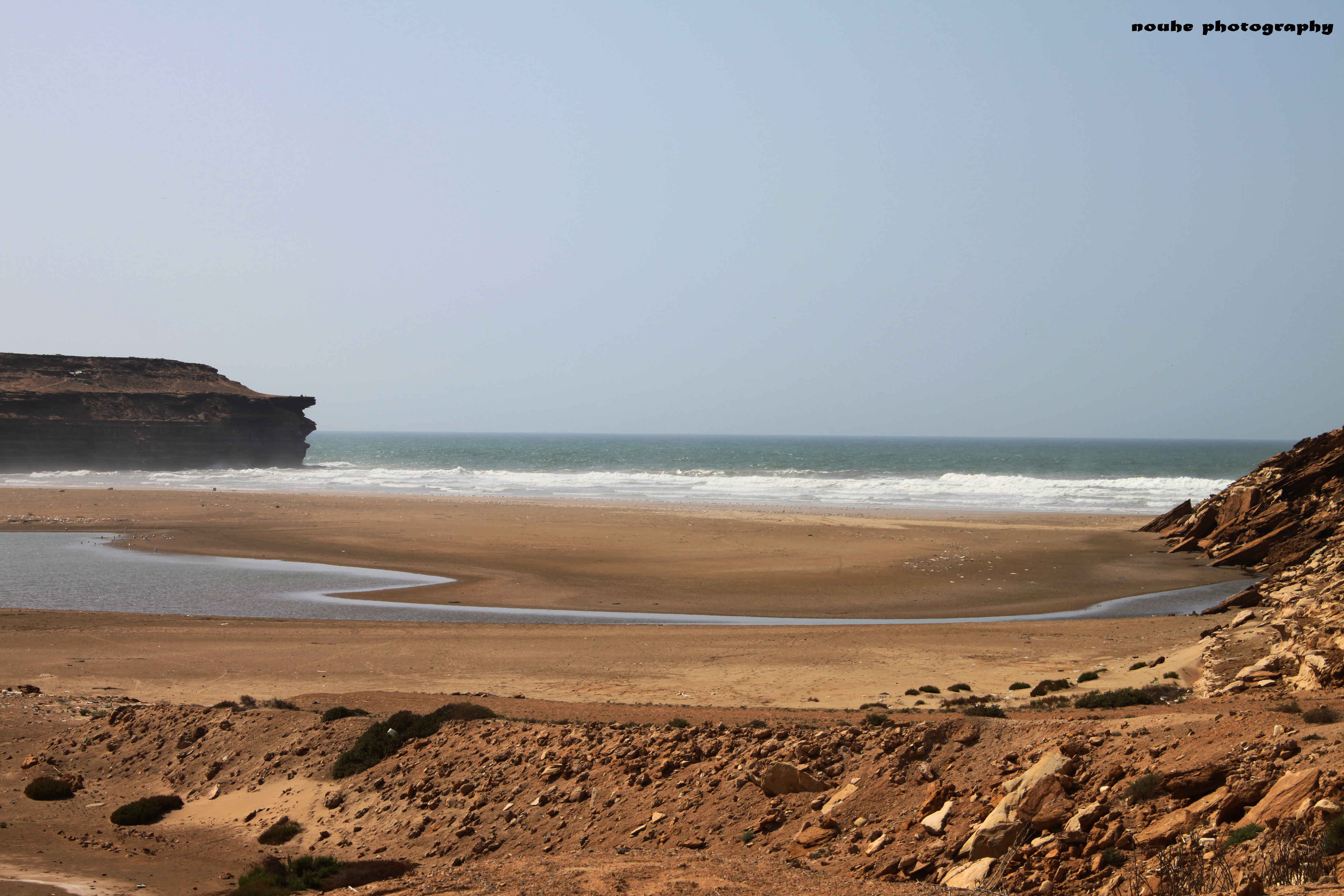
Playas de Villa Cisneros

El idioma oficial, tanto para Marruecos como para la República Árabe Saharaui Democrática, es el árabe. El francés debe ser conocido por todos los funcionarios públicos marroquíes. El idioma hablado normalmente por los saharauis es el dialecto árabe local, llamado hassanía, también hablado en Mauritania. También se habla como segunda lengua el español saharaui, que, además, es idioma de trabajo en la RASD.
La religión oficial es el islam en la rama suní. Además, hay dos parroquias cristianas, una en El Aaiún y otra en Dajla (Villa Cisneros).
Son de interés los vestigios de los edificios de época del Sahara español, como la catedral de San Francisco de Asís.
La administración marroquí potencia la práctica del surf en Villa Cisneros.

## Historia

### Época prehispánica
Los habitantes del Sahara Occidental pertenecen al pueblo gitul y, según las fuentes de la época romana, la región estaba habitada por este pueblo, además de la presencia de tribus bereberes. La herencia de los bereberes todavía se puede encontrar en sus características y los nombres de sus ubicaciones geográficas y de sus tribus.
Sin embargo, otras fuentes confirman que los primeros habitantes del territorio pudieron pertenecer a Alpavor y se establecieron posteriormente en el pueblo Alserereon. Otra hipótesis es que los bafour se asentaron en la región más tarde y terminaron hablando alguna forma de amazig septentrional, fusionándose también con los pueblos indígenas de la región, para convertirse, como resultado de muchas mezclas, en miembros de la tribu árabe Beni Hassan.
La llegada del islam a la región en el siglo VIII jugó un papel importante en el desarrollo del Magreb, especialmente en el campo comercial. La lejanía del califato facilitó la independencia de la región. Los almorávides, un grupo de estrictos intérpretes del Corán, surgidos en esta región, controlaron (1053-1147) el norte de África e incluso al-Ándalus, al otro lado del estrecho de Gibraltar. La región del Sahara Occidental se desarrolló y se convirtió en una de las principales rutas de caravanas, siendo la más importante la ruta entre Marrakech en Marruecos y Tombuctú en Malí.
En el siglo XI, los Beni Maquil (una comunidad árabe que contaba con menos de doscientos miembros durante ese período) se asentaron en Marruecos, concretamente en el Valle del Draa, el río Muluya, Tafilálet y Taurirt. Hasta entonces la población, aunque musulmana, seguía siendo bereber; pero a comienzos del siglo XIII, con el final del Imperio almohade, los árabes maqil emigraron de Libia hacia el Oeste, y el sultán meriní Abu Yusuf los envió al sur del Draa, por lo que ocuparon el Sáhara Occidental y Mauritania dando origen a las tribus hasaníes que se impusieron sobre los bereberes sanhaya en el siglo XIV, y con ellos el árabe hassanía.
Los Beni Maquil construyeron en la región sus tribus y se establecieron cambiando su nombre y su sistema de gobierno, entre muchas otras cosas. Asimismo, lo subordinaron directamente a Al-Sous Al-Aqsa y luego se expandieron en la región de Souss, construyendo palacios ubicados en ciudades marroquíes como Taroudant. Los saharauis afirman proceder de los Beni Hassan, una tribu árabe que emigró a través del desierto en el siglo XI.
Durante la era meriní, los Banu Hassan se rebelaron contra el Estado, pero fueron derrotados por el sultán, de manera que huyeron al exterior, por lo que se decía que habitaban ríos secos. El hecho de volver a la guerra de nuevo, pero esta vez con Lamathuna, provocó que los bereberes partieran hacia el Sahara. A lo largo de casi cinco siglos, debido a un complejo proceso de aculturación, entremezclado y homogeneizacion entre algunas tribus indígenas bereberes y tribus árabes mixtas, se formó una cultura única, especialmente entre Marruecos y Mauritania.
La sociedad saharaui antes de la transformación colonial estaba determinada por el nomadismo, cuya base económica fundamental era la explotación del ganado. La sociedad precolonial se organizaba en cabilas, una unidad social. Una cabila constituye un grupo unido por lazos de parentesco, a través de línea paterna con un antepasado común de gran prestigio, de carácter santo. La unidad familiar de la sociedad saharaui se extiende desde los bisabuelos hasta los bisnietos, y el conjunto de estos familiares se materializa en el “frig” o reunión de “jaimat” de un mismo “ahel”. Además, en las cabilas la consanguinidad iba unida con la próxima residencia. Así, la comunidad era el factor de unión que garantizaba a todos la supervivencia ante la fragilidad de producción.
El sistema de gobierno del Sahara precolonial estaba organizado en relación con el chej y a la yemaa. El chej asumía una autoridad personal, no institucional, ya que era un miembro de las familias prestigiosas de la cabila, a las cuales se les atribuye una categoría superior. Era también una persona con un gran conocimiento y mucha experiencia, y su autoridad se manifestaba por medio del consenso general en el consejo y arbitraje de los conflictos del “ahel” o “fahed”. El poder del chej estaba limitado por la yemaa, la asamblea de notables reunidos en consejo o parlamento libre, cuando surgían conflictos entre diferentes familias o cabilas.

### Edad Modernaː corona de Castilla
La presencia de España en las costas del Sahara Occidental data de la conquista de las Canarias por la corona de Castilla en el siglo XV, y su soberanía fue reconocida por sucesivos tratados con el reino de Portugal.

### Colonización española (1884-1976)

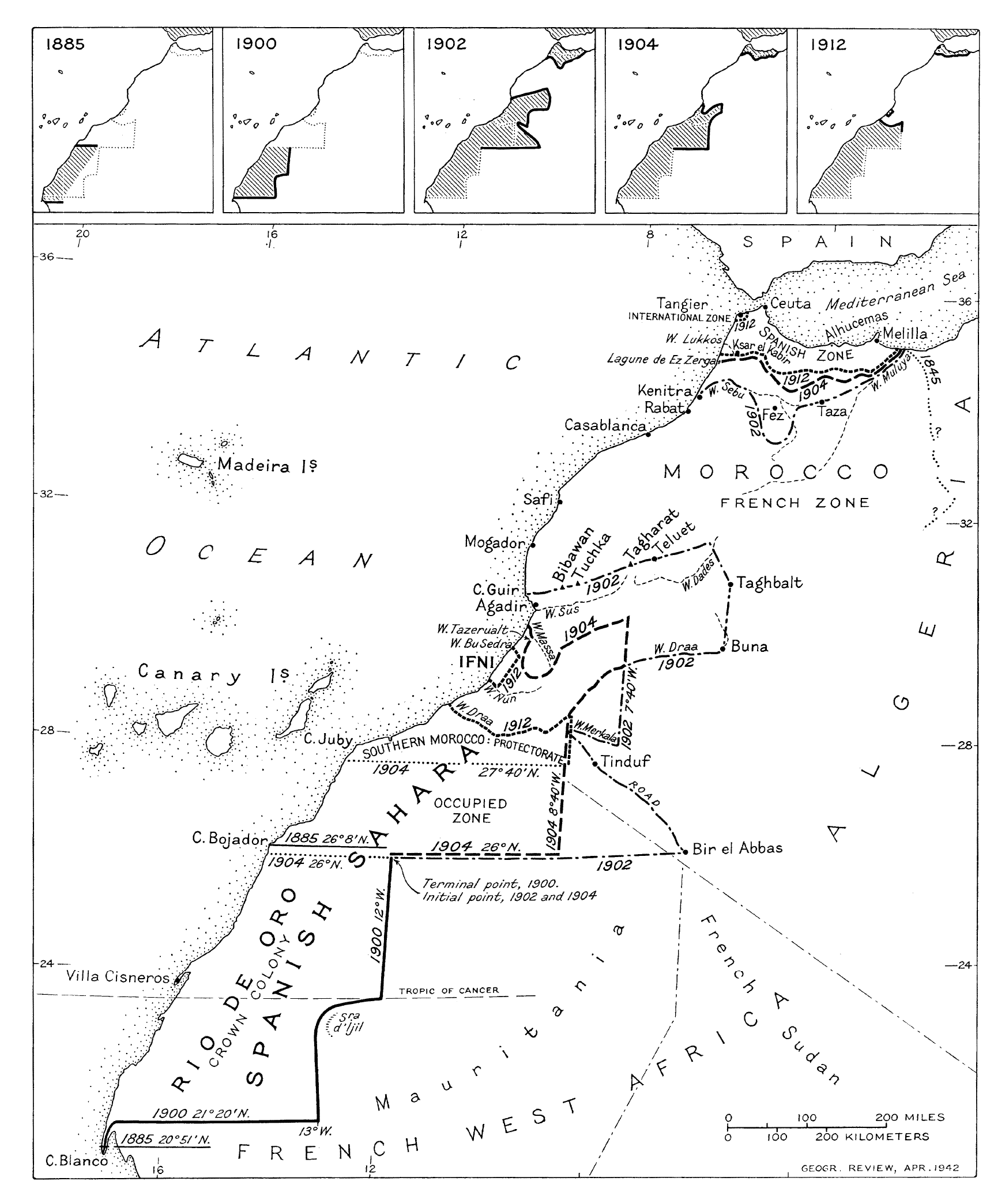
Mapa en inglés que muestra la evolución territorial española en Marruecos y el Sáhara Occidental entre 1885 y 1912.

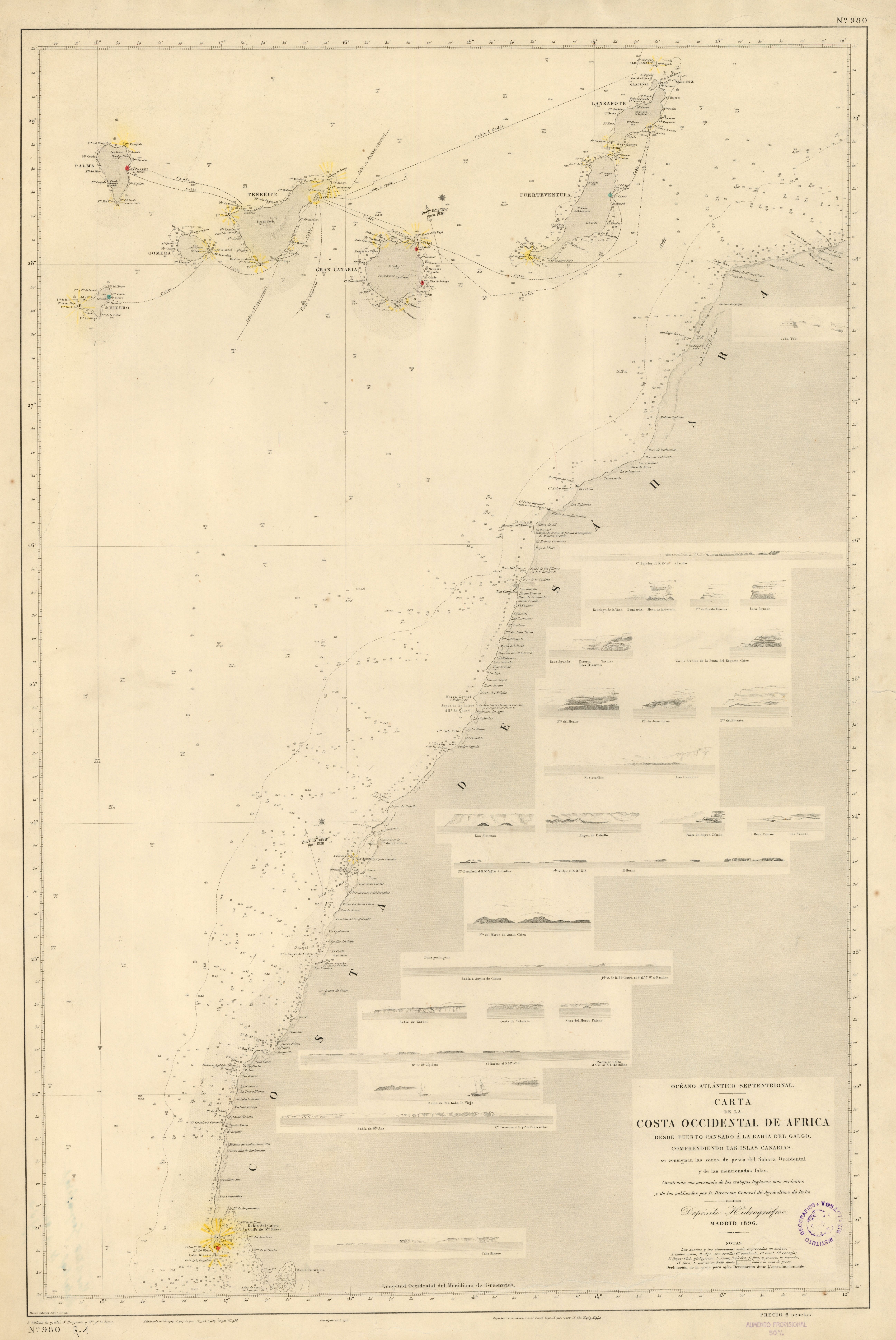
Mapa detallando la costa del entonces Río de Oro (posterior Sáhara Español) en 1896.

Desde el siglo XV, los españoles fueron atraídos por el litoral del Sahara. Su primer establecimiento sobre esta parte del litoral sahariano data de 1476, cuando Diego García de Herrera, señor de Lanzarote, hizo edificar un fuerte que bautizó como Santa Cruz de la Mar Pequeña y que fue destruido más tarde por el sultán El Wartassi en 1527.
En el año 1860, la guerra de África terminó con la victoria de los españoles en la batalla de Tetuán, que les permitió apoderarse de la ciudad de Tetuán, y en el tratado de paz insertaron un artículo que les permitió asentarse posteriormente en el Sáhara.
La región situada entre el cabo Bojador y el cabo Blanco fue reclamada por España en 1884, durante la conferencia de Berlín (establecimiento de una factoría en la península de Villa Cisneros y dependencias en la bahía de Cintra y en Cabo Blanco a finales de 1884 por Emilio Bonelli). En 1885, comenzó la construcción de Villa Cisneros y el establecimiento de factorías en Río de Oro y Cabo Blanco. Los españoles siguieron su avance hacia el interior y el norte del cabo Bojador.
Pese al éxito de las negociaciones con Ahmed uld Mohamed uld el Aidda, sultán de Adrar el-Tmarr y el jefe saharaui más respetado de la zona, de quien se logró que firmara una carta de protectorado con España, la falta de notificación del gobierno de Práxedes Mateo Sagasta durante la Conferencia de Berlín dejó los acuerdos en papel mojado, por lo que se perdió la posibilidad de establecer la soberanía española sobre un territorio de aproximadamente 500 000 km². Posteriormente las salinas de Iyil quedaron bajo control francés tras el tratado de París que delimitó las fronteras entre los territorios coloniales de España y Francia tanto en el Sáhara Occidental como en el Golfo de Guinea.

### Conflictos independentistas

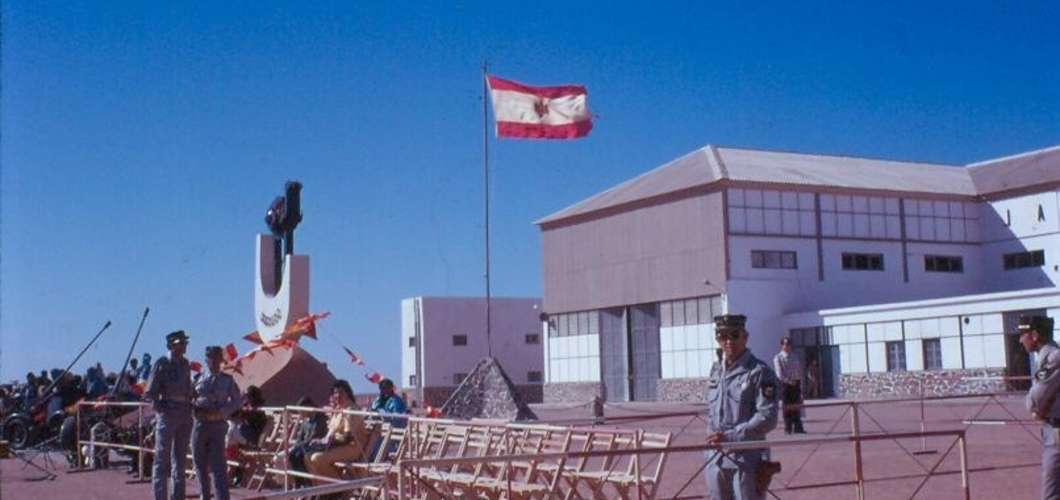
Acuartelamiento español en El Aaiún en 1972.

Áreas de Sahara Occidental bajo control de Marruecos (azul) y de la República Árabe Saharaui Democrática (verde).

Tras la independencia de Marruecos, este reclamó el territorio del Sahara Occidental como parte de su proyecto Gran Marruecos. En 1967, la Organización de las Naciones Unidas recomendó la descolonización del territorio en tanto que poco después, Mauritania también se sumó a las reclamaciones territoriales marroquíes.
Entretanto, comenzó la agitación nacionalista en el territorio. En 1968, se creó el Movimiento de Liberación de Saguia el-Hamra y Río de Oro bajo el liderazgo de Mohamed Sidi Brahim Basir El gobierno español, para tratar de solucionar los problemas nacionalistas, estableció en 1958 el Sahara español como una provincia española, por lo que dejó de ser una colonia y se convirtió en territorio integrante español. Un brote nacionalista en El Aaiún concluyó el 17 de junio de 1970 con cuatro muertos y cientos de detenidos. Bassiri fue arrestado y nunca se volvió a saber de él. Poco después, el 10 de mayo de 1973, se creó el Frente Polisario (Frente Popular para la Liberación de Saguia el Hamra y Río de Oro), que comenzó la lucha armada contra España.
El 21 de agosto de 1975, Estados Unidos dio luz verde a un proyecto estratégico secreto de la CIA, financiado por Arabia Saudí, para arrebatar la provincia del Sahara Español a España, siendo el Sahara un territorio vital desde el punto geoestratégico, rico en fosfatos, hierro, petróleo y gas, que Estados Unidos no quería dejar en manos de España. 
El 6 de octubre los servicios de Inteligencia del Ejército español informaron a Franco de los planes de Estados Unidos sobre el Sáhara Occidental y le pidieron que actuara en consecuencia. El 21 de octubre Juan Carlos, príncipe de España y heredero de Franco, se negó a aceptar la jefatura en España con carácter interino, pues buscaba poder total para poder actuar en el Sáhara Occidental, que consiguió poco tiempo después. Con riesgo de una guerra entre España y Marruecos, Juan Carlos I pidió ayuda de Henry Kissinger, el secretario de estado estadounidense, y este aceptó la mediación solicitada por el rey, intercediendo ante Hasán II, con lo que en las siguientes horas se firmó un pacto secreto por el que Juan Carlos se comprometía a entregar el Sahara español a Marruecos a cambio del total apoyo político estadounidense a su gobierno como rey de España.

### Conflicto Marruecos-RASDː guerra del Sahara Occidental

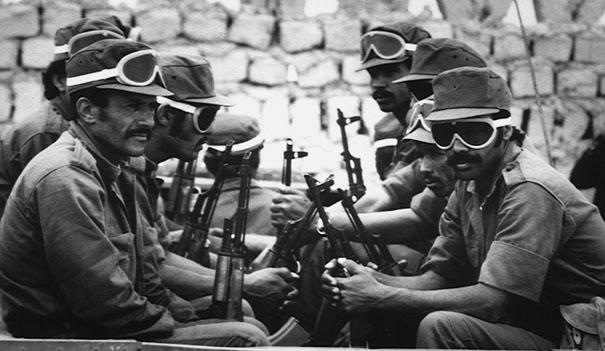
Soldados saharauis en 1985.

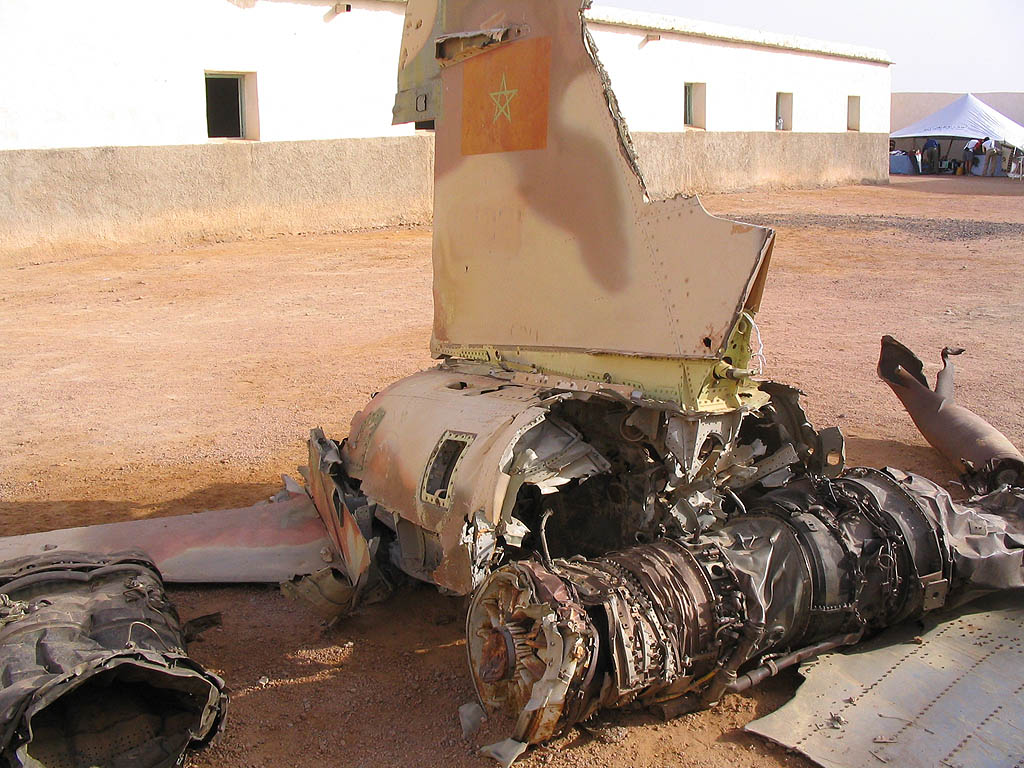
Restos de un caza marroquí F-5 derribado en Tifariti.

El conflicto entre Marruecos y Mauritania fue intenso, ya que reclamaban la propiedad de la región. Marruecos afirmó que las potencias coloniales europeas robaron algunas de sus tierras durante el protectorado español y las otorgaron al independizarse a otros países. Posteriormente, Argelia, que también tiene fronteras con la región, intervino y cuestionó las demandas de Marruecos y luego apoyó la independencia de esa región. 
En octubre de 1963 estalló la guerra de las Arenas entre Marruecos y Argelia iniciada por falta de acuerdo respecto a sus fronteras. Durante esta guerra Marruecos volvió a reclamar que algunas de las gobernaciones argelinas, especialmente la wilaya de Tinduf y Bashar, le pertenecían, lo que provocó que tuviera una discusión con su vecino. El debate continuó durante mucho tiempo antes de que Naciones Unidas entrara en la línea para llegar a una solución final. 
En 1975 se llegó a un acuerdo con la ayuda del Frente Polisario, durante este año las Naciones Unidas enviaron múltiples misiones, y también buscaron ayuda de la Corte Internacional de Justicia, reconociendo finalmente que el Sáhara Occidental tiene vínculos históricos con Marruecos y Mauritania, pero no de soberanía. Argelia no tiene nada que ver con el tema, pero esto no es suficiente para probar la soberanía de ningún país sobre esas tierras en particular. Y que el colonialismo español barajó las cartas. Al final, se adoptó una decisión que otorgaba a los habitantes de la región el derecho a decidir por sí mismos.
El 6 de noviembre de 1975, la marcha verde traspasó la frontera internacionalmente reconocida del Sahara Occidental. En virtud de los Acuerdos de Madrid, se estableció una administración temporal tripartita constituida por España, Marruecos y Mauritania. El 26 de febrero de 1976, España abandonó el territorio, tras lo cual el Frente Polisario, apoyado por Argelia, proclamó la República Árabe Saharaui Democrática y emprendió una guerra de liberación del territorio contra los otros dos países.
En 1979, Mauritania, derrotada, firmó la paz con el Frente Polisario, renunciando a sus pretensiones en el territorio. Al mismo tiempo Marruecos materializó la ocupación. En la ocupación Marruecos bombardeó a la población saharaui con napalm y fósforo blanco, lo que ocasionó la huida de muchos al exilio en el desierto. Actualmente, la ciudad de Tinduf junto con otras cuentan con más de 170 000 refugiados saharauis.  
En 1991, Marruecos y el Frente Polisario firmaron un alto al fuego auspiciado por la ONU que estableció la Misión de Naciones Unidas para el referendo en el Sahara Occidental (MINURSO), que se celebraría en febrero de 1992. Frente al acuerdo firmado en 1991, Naciones Unidas publicó un informe en el que confirmaba que dos tercios del territorio (incluida la mayor parte de la costa atlántica, la única parte de la costa fuera del muro de arena en el extremo sur, además de la isla de Ras Nouadhibou) están gestionados por el gobierno marroquí que recibe el apoyo tácito de Francia y Estados Unidos, mientras que el tercio restante lo gestiona el Frente Polisario (Frente Popular para la Liberación de Saguia el-Hamra y el Río del Oro) como República Saharaui.
El Frente Polisario acusó a Marruecos de ir aplazando la convocatoria del referéndum mediante apelaciones para que la población no saharaui instalada por el gobierno marroquí en la zona durante los últimos años (que ya es mayoría) tenga derecho a voto. Marruecos rechaza estas acusaciones y acusa a Argelia y el Polisario de aumentar la población de la RASD con el aporte de saharauis argelinos; por el momento, Argelia no permite ningún tipo de censo de la población de los campos de Tinduf y solo existen estimaciones.
Para superar el estancamiento del proceso de paz, las Naciones Unidas designaron a James Baker como enviado personal del secretario general de las Naciones Unidas para el Sáhara Occidental. Bajo sus auspicios, en 1997, Marruecos y el Frente Polisario firmaron los Acuerdos de Houston.
En enero de 2000 se finalizó el proceso de identificación de votantes para el referéndum de autodeterminación. Se presentaron 120 000 apelaciones, pero, en lugar de tramitarlas de acuerdo con los procedimientos pactados por las dos partes, el secretario general de la ONU congeló el proceso. Para superar el bloqueo, el secretario general propuso un plan para la repartición del Sáhara entre Marruecos y el Frente Polisario, solución que fue aceptada por el Frente, pero rechazada por Marruecos.

Muros marroquíes en el territorio del Sahara Occidental, durante la guerra del Sahara Occidental (1975-1991). En amarillo, el territorio bajo control del Frente Polisario.

Para superar de nuevo este bloqueo, James Baker propuso otro plan, el llamado plan Baker II, que en 2003 fue avalado por unanimidad por el Consejo de Seguridad (Resolución 1495). Marruecos, sin embargo, no aceptó dicho plan, porque según los responsables marroquíes el plan no garantiza la participación de todos los saharauis en el referéndum de autodeterminación. Marruecos propuso en su lugar conceder al Sahara Occidental una amplia autonomía bajo su soberanía, en abril del 2007 (cuyas condiciones están establecidas, pero todavía no están concretadas) y la creación de CORCAS (Consejo Real para los Asuntos del Sahara) compuesta por miembros de distintos clanes y tribus saharauis designados por el rey de Marruecos, pero esta solución fue rechazada por el Frente Polisario.
Baker renunció a su puesto en las Naciones Unidas en 2004. Tras presentar su renuncia, manifestó: No creo que haya solución a esta crisis. Su renuncia se produjo después de varios meses de intentos fallidos de conquista de Marruecos para entrar en negociaciones formales sobre su plan, pero las autoridades del Reino lo rechazaron. Especialmente después de que el rey Mohamed VI se opuso a la celebración de cualquier referéndum sobre la independencia, diciendo: "No cederemos ni un centímetro de nuestro amado país y nuestro desierto, sino que no abandonaremos ni un solo grano de su arena".
Actualmente, el territorio del Sahara Occidental se halla dividido por un muro de más de 2000 km de largo que divide de norte a sur el Sahara Occidental. La zona al oeste del muro, de protección marroquí, llamado Sahara marroquí, y que Marruecos, considera bajo su soberanía; mientras que la zona al este del muro constituye lo denominado por el Polisario territorios liberados o zona defensiva para Marruecos.

### 2020ː La ruptura del alto al fuego
Desde el 21 de octubre de 2020 el Frente Polisario mantenía bloqueada la carretera entre Guergerat y Nuadibú, capital económica de Mauritania, mediante la utilización de civiles de Campos de Refugiados. La justificación para el corte de la carretera, principal vía de comunicación entre Marruecos y Mauritania, fue reclamar la convocatoria del referendo pendiente desde el alto al fuego 1991. El 13 de noviembre, el Ejército de Marruecos penetró en la zona desmilitarizada del Guerguerat para expulsar a los civiles saharauis. El Frente Polisario intervino y ambas fuerzas intercambiaron disparos en el sur de la región, aunque no se registró ningún herido, y el 14 de noviembre Marruecos dio por restablecido el tráfico de mercancías por carretera.
Este fue el primer enfrentamiento directo desde la firma del alto el fuego de 1991.
El Polisario decretó el estado de guerra y anunció ataques a lo largo del muro marroquí. El 15 de noviembre atacó Mahbes, y a lo largo de los siguientes meses se produjeron ataques contra posiciones Marroquíes, sin que los datos de heridos o muertos sean reconocidos por ninguno de los contendientes.
Esta situación provocó nuevas declaraciones en el ámbito diplomático internacional dentro del complejo e irresuelto conflicto del Sahara Occidental, como las de la Unión Europea, Mauritania o Naciones Unidas, señalando, además, el apoyo el 10 de diciembre de 2020 del presidente de los EEUU Donald Trump al reconocimiento de la soberanía de Marruecos sobre el Sahara Occidental.

## Estatus

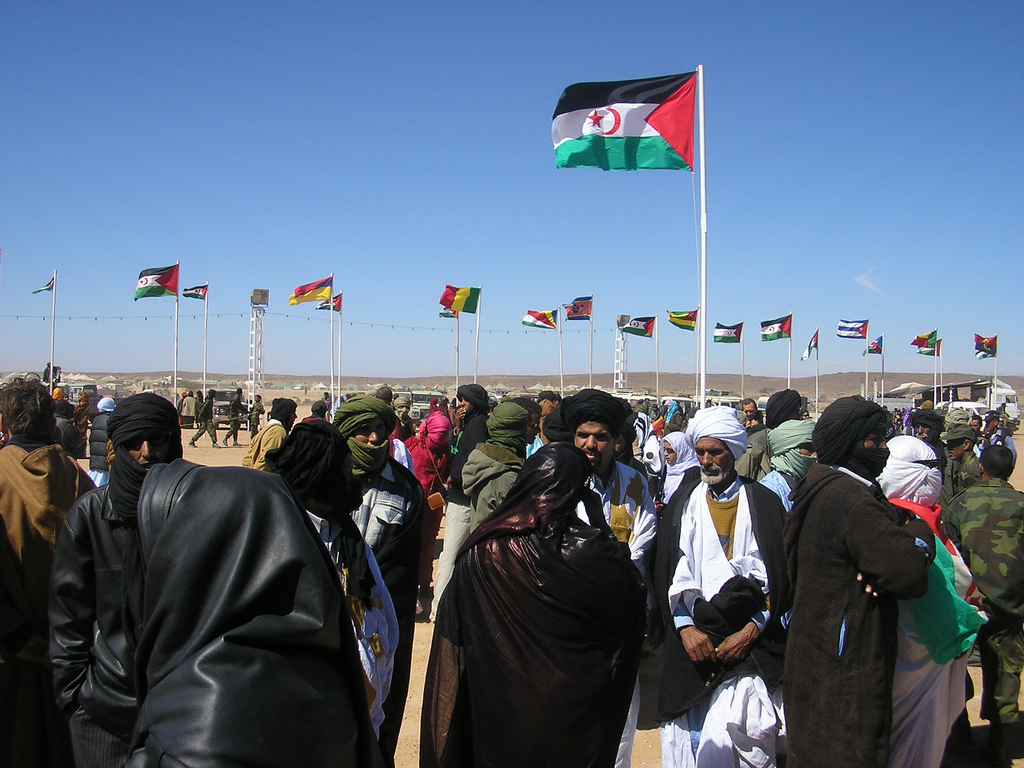
Conmemoración del 30º día de la independencia de España en los Territorios Liberados, año 2005

El estatus legal del territorio y la cuestión de la soberanía están por resolverse. Se encuentra en su gran mayoría bajo el control de Marruecos, pero el Frente Polisario, que constituyó en 1976 la República Árabe Saharaui Democrática, lo disputa. Desde entonces los dos bandos se han enfrentado militar y diplomáticamente en varias ocasiones y con diversos grados de intensidad.
Por su parte, la ONU nunca ha reconocido los Acuerdos de Madrid y, por tanto, solo reconoce como potencia administradora a España. Así, España debería cumplir con las obligaciones previstas en la Carta de las Naciones Unidas para las potencias administradoras de territorios no autónomos.
Según un informe solicitado por el Consejo de Seguridad al asesor jurídico de las Naciones Unidas, los Acuerdos de Madrid no hicieron a Marruecos ni a Mauritania potencias administradoras del territorio, por lo que este sigue siendo, a efectos jurídicos, un territorio no autónomo administrado por España. Este informe (documento S/2002/161) dirigido al presidente del Consejo de Seguridad de Naciones Unidas, y fechado el 29 de enero de 2002, indica en su párrafo sexto:

El 14 de noviembre de 1975 España, Marruecos y Mauritania emitieron en Madrid una declaración de principios sobre el Sahara Occidental (el “Acuerdo de Madrid”), con arreglo al cual las facultades y responsabilidades de España, como Potencia administradora del Territorio, se transfirieron a una administración temporal tripartita. El Acuerdo de Madrid no transfirió la soberanía sobre el Territorio ni confirió a ninguno de los signatarios la condición de Potencia administradora, condición que España, por sí sola, no podía haber transferido unilateralmente. La transferencia de la autoridad administrativa sobre el Territorio a Marruecos y Mauritania en 1975 no afectó la condición internacional del Sahara Occidental como Territorio no autónomo.

 De esta forma Marruecos ocuparía el territorio, aunque solo la mayor parte del territorio, porque el resto se encuentra controlado por la autoproclamada República Árabe Saharaui Democrática (RASD).
Recientemente, la CIA abrió el acceso a más de 10 millones de páginas de más de 900 000 documentos desclasificados, de los cuales existen varios que tratan sobre lo que sucedió desde marzo de 1979.
La RASD ha sido reconocida por la Unión Africana y por ochenta y dos países del mundo, la mayoría africanos o hispanoamericanos. Sin embargo, cincuenta y dos países han cancelado sus relaciones con la RASD. El último en reanudar relaciones diplomáticas con la RASD fue Panamá, en el año 2016. La RASD no está reconocida por la ONU, ni por la Liga Árabe, ni por ningún país europeo, ni ningún miembro permanente del Consejo de Seguridad de Naciones Unidas. La ONU reconoce al Frente Polisario como único representante del pueblo saharaui. [cita requerida]
Las pretensiones de Marruecos respecto a su «integridad territorial» las apoyan de forma intermitente y oscilante por algunos países y la Liga Árabe. Sin embargo, ningún país reconoce formalmente la anexión, como admite el informe del secretario general de la ONU del 19 de abril de 2006:

Ello implicaría el reconocimiento de la soberanía de Marruecos sobre el Sáhara Occidental, cosa que estaba fuera de cualquier consideración, dado que ningún Estado Miembro de las Naciones Unidas había reconocido dicha soberanía.

### Posiciones de las partes

#### Posición de la ONU
En 1963, el Sáhara Occidental fue inscrito, a petición de Marruecos, en la lista de territorios no autónomos según la ONU, mientras todavía era una colonia española. El territorio siempre ha conservado este estado desde entonces. Las Naciones Unidas han estado directamente involucradas desde 1988, cuando Marruecos y el Polisario acordaron celebrar un referéndum sobre autodeterminación, a fin de lograr un fin pacífico del conflicto. Aunque, en 1991, la ONU obtuvo un alto el fuego entre los beligerantes, según un calendario que estipulaba la celebración del referéndum al año siguiente. Tras los continuos desacuerdos sobre la composición de las listas electorales, este referéndum aún no ha tenido lugar.
Este es un llamado a la aceptación de Marruecos para organizar un referéndum para la autodeterminación del pueblo saharaui como se comprometió en 1989. El principal problema con respecto al referéndum es la composición del electorado: según la FAO, la población del territorio era de alrededor de 80 000 habitantes en 1975. Sin embargo, muchos de ellos fueron nómadas durante mucho tiempo y pasaron libremente por territorios ahora bajo soberanía argelina, marroquí, mauritana y maliense; Por otro lado, el estado civil de estas poblaciones seguía siendo elemental y era muy difícil determinar un lugar fijo de nacimiento y residencia, información esencial para establecer listas electorales.

#### Posición de Marruecos
Marruecos considera que el Sáhara Occidental es parte de sus provincias del sur (la superficie del Sáhara Occidental es de 266 000 km² y la de las provincias del Sur es de 416 474 km²), lo que representa aproximadamente el 64 % de estas. Marruecos afirma que su poder es histórico y legal en esta parte del Sahara. Marruecos rechaza las conclusiones de la opinión consultiva de la Corte Internacional de Justicia de 1975. Pues, según el país, el tribunal cometió un error de interpretación al tratar de utilizar un marco legal occidental. Los lazos de lealtad expresados, en períodos precoloniales, por los jefes saharauis constituirían la nación marroquí, así como la anexión del Sáhara Occidental en Marruecos, y no habría otra fuente histórica de soberanía. Para Rabat, la corte no puede reconocer los vínculos que existen entre los marroquíes y los saharauis, y por eso rechaza la soberanía de Marruecos.
La cuestión del Sáhara Occidental también es un factor importante de estabilidad política en Marruecos: según las autoridades, el embargo del territorio es objeto de un consenso nacional, y un gobierno que actuara en contra de este consenso se enfrentaría inmediatamente a la fuerte hostilidad de la población. París y Washington son, además, muy sensibles a este argumento de estabilidad. Un funcionario marroquí dice:

«No es solo el rey quien dicta su decisión (sobre el Sáhara Occidental), sino también la expresión de un sentimiento popular muy profundo. Ningún político marroquí puede dudar sobre la cuestión. Es un consenso nacional real e irrompible. Ningún gobierno sobreviviría al cuestionamiento de este principio. Es una cuestión de vida o muerte».

Lejos de considerar al Frente Polisario como un actor independiente, Marruecos considera que este es solo una herramienta de Argelia (a veces refiriéndose a él por el término Argelisario). También según Rabat, sin la ayuda diplomática, financiera, militar y logística de Argelia, no habría ninguna cuestión saharaui. Además, según la monarquía, Argel usaría el Polisario para debilitar a su rival regional, desviarlo sobre cuestiones relacionadas con sus fronteras, ofrecer acceso al Océano Atlántico a través de un Estado saharaui a su servicio y finalmente explotar recursos, los recursos naturales del Sáhara Occidental. Más recientemente, los marroquíes se centraron en un nuevo riesgo. Ver un nuevo estado evolucionar en un contexto inestable marcado por el yihadismo religioso. Marruecos cree, además, que existen vínculos entre los yihadistas de AQMI y los jefes saharauis.
Después de contactos informales, Marruecos acordó tratar directa y oficialmente con el Polisario en 2007 como uno de los protagonistas del conflicto. A pesar de esto, casi 8000 saharauis previamente asentados en los campos de refugiados de Tinduf se han unido a Marruecos, ya sea desde las Islas Canarias (España) o a través de Mauritania. Entre ellos, ejecutivos del Polisario. En 2006, Marruecos decidió otorgar lo que considera autonomía territorial de su territorio, y confió al Consejo Asesor Real para Asuntos del Sahara (CORCAS) el estudio de posibles estatutos de autonomía en la región. Sin embargo, el Polisario rechaza cualquier solución que no incluya un referéndum sobre autodeterminación.
Marruecos aboga por una amplia autonomía en el marco de la soberanía del reino alauita para resolver el conflicto en el Sáhara Occidental. La propuesta de autonomía para el Sáhara Occidental es, según Rabat, un enfoque "modernista, democrático y creíble", teniendo en cuenta el proceso político que Marruecos ha experimentado en los últimos años. Este proyecto cuenta con el apoyo de varios países, como Estados Unidos y Francia.
La justicia europea, después de haber cancelado un acuerdo agrícola con Marruecos, con el argumento de que también se aplica al Sáhara Occidental, el país anunció el congelamiento de sus contactos con las instituciones europeas.

#### Posición del Polisario

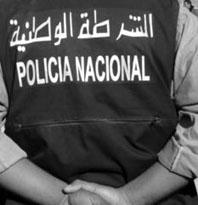
Policía Nacional Saharaui

Para el Frente Polisario, el conflicto en el Sáhara Occidental es sobre todo una cuestión de autodeterminación de los pueblos. Siempre ha afirmado que su única solicitud es la aplicación del derecho internacional y, en particular, el derecho a la libre determinación de los pueblos. Además, la ONU ha declarado en repetidas ocasiones que la resolución 1514 (XV) se aplica al Sáhara Occidental.

El referéndum es un medio reconocido para resolver conflictos relacionados con la descolonización. Si los saharauis deciden ser marroquíes, respetaremos su decisión, pero solo un referéndum de autodeterminación puede resolver el problema.
Khalil Ahmed, observador de los derechos humanos de la RASD

Esta solución también fue aceptada por Marruecos, el Polisario no ve ninguna razón para cambiar su posición. Considera, además, que Marruecos, al darse cuenta de que esto dañaría sus intereses, no cumplió su palabra al no organizar un referéndum. Además, la invocación de los llamados derechos históricos por parte de Marruecos solo sería una tapadera para sus ambiciones ultranacionalistas. Por lo tanto, las reclamaciones marroquíes deberían ubicarse en un contexto más amplio, el del Gran Marruecos reivindicado por el Partido Istiqlal en la década de 1950 y visto por Mohammed V y sus sucesores como el futuro de la nación marroquí.

Esta ideología transforma el Reino Alauita en un estado expansionista que ha reclamado sucesivamente derechos sobre Mauritania, Argelia occidental, Ceuta y Melilla e incluso parte de Malí, además del Sáhara Occidental. Si todos los países reclamaran territorios que tenían en algún momento de la historia, sería la guerra de todos contra todos. Es una visión muy particular de la historia.
Khalil Ahmed, observador de los derechos humanos de la RASD

Para el Polisario, Rabat usa su ideología nacionalista principalmente por razones políticas internas, con el fin de crear una unión en torno al rey mientras mantiene un sentimiento de cerco y miedo. Al instalar dicho entorno, el régimen marroquí se ofrecería la posibilidad de actuar de manera represiva y eliminaría las críticas comparándolas con un intento de romper la nación. La crítica del Polisario a la posición marroquí consiste en resaltar su naturaleza, obligándolo a aceptar un día lo que rechaza con el simple propósito de ahorrar tiempo. Un miembro del Polisario declara, además:

Marruecos fue uno de los partidarios del referéndum hasta que rompió su palabra, luego bloqueó los intentos de definir un electorado, para finalmente rechazar la idea misma de un referéndum.

#### Posición de la Unión Africana
La Unión Africana (antigua Organización de la Unidad Africana), aceptó como miembro a la RASD en 1982. De 1984 a 2017 Marruecos abandonó la Unión Africana por su no adhesión al principio de intangibilidad de las fronteras heredadas de la colonizaciones, siendo durante este tiempo el único país africano no miembro de la UA.

### Posiciones de otros estados

#### Posición de los Estados Unidos
El 10 de diciembre de 2020 Donald Trump, presidente de los Estados Unidos, reconoció por primera vez la soberanía marroquí en el territorio saharaui. En la actualidad el presidente Joe Biden ha mantenido el reconocimiento de la soberanía marroquí sobre el Sahara occidental.

#### Posición de Argelia
Argelia apoya el Sáhara Occidental en nombre de los derechos de los pueblos a la libre determinación y la inviolabilidad de las fronteras coloniales. Su posición oficial es "que no tiene reclamos territoriales sobre el Sáhara Occidental, que no es parte interesada en el conflicto entre la RASD y el reino de Marruecos, y que su apoyo a los separatistas saharauis es de sus principios de ayuda a todos los pueblos que luchan por la descolonización de su país en todo el mundo". La ONU no considera a Argelia parte del conflicto, sin embargo, ésta acoge en la actualidad y desde el inicio de la guerra del Sahara Occidental, las bases militares de Frente Polisario y la sede de la RASD en Tinduf, y a los saharauis desplazados de Campos de Refugiados. 

#### Posición de España

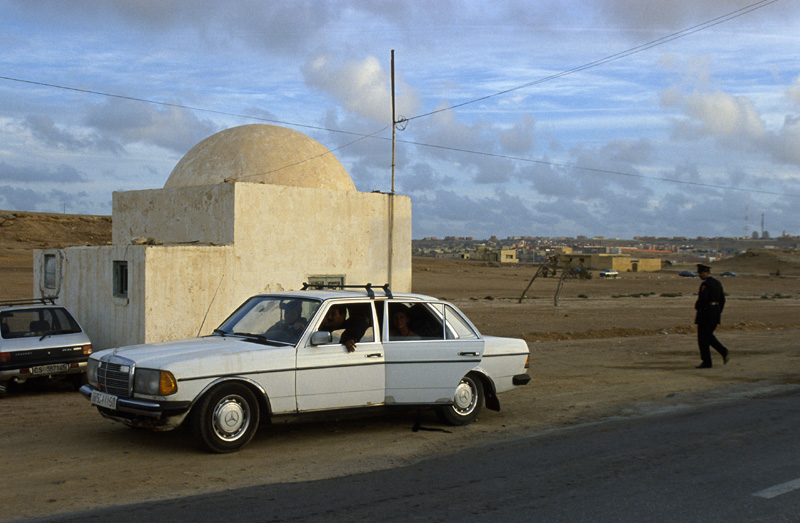
Puesto militar en El Aaiún.

El 14 de marzo de 2022 el presidente del gobierno español Pedro Sánchez remitió una carta al rey de Marruecos en la que, en relación con el conflicto del Sahara Occidental, afirmaba que la propuesta de autonomía formulada por Marruecos en 2007 era la opción «más seria, creíble y realista» para resolver el conflicto en el Sáhara Occidental. Lo que supone un cambio en la postura histórica que había mantenido España con respecto a la soberanía del Sáhara Occidental. El objetivo era llegar a un acuerdo con Marruecos en el que España reconocía el plan de este país para el Sáhara Occidental a cambio de garantizar la reapertura de las fronteras con Ceuta y Melilla, la persecución de la inmigración ilegal y, según el Gobierno, el reconocimiento y el respeto a la soberanía española en Ceuta y Melilla.

#### Posición de Israel
El 17 de julio de 2023 Israel se convirtió en el segundo Estado en reconocer la soberanía marroquí sobre el territorio de Sahara Occidental, posición constatada en una misiva enviada al rey Mohamed VI por parte de la oficina del gobierno de Benjamín Netanyahu. Este paso se ha dado en el marco del establecimiento de relaciones oficiales entre ambos Estados y el reconocimiento marroquí directo del Estado de Israel.

## Organización político-administrativa

Cuatro formas en que el Sahara Occidental y Marruecos son representados en los mapas: [1] Marruecos y Sahara Occidental mostrados por separado. [2] Sahara Occidental mostrado como territorio en disputa. [3] Sahara Occidental mostrado por separado, pero abarcando solo las zonas controladas por la República Árabe Saharaui Democrática, mientras el resto es mostrado como parte de Marruecos. [4] Sahara Occidental mostrado como parte de Marruecos.

Tras la reorganización territorial de 2015, el territorio del Sáhara Occidental se encuentra actualmente dividido en tres regiones marroquíes: Villa Cisneros-Río de Oro, El Aaiún-Saguía el-Hamra y Guelmim-Río Nun. Las dos últimas no se cicunscriben únicamente al Sahara Occidental sino que también incluyen territorio de Marruecos propiamente dicho.
La RASD establecería una organización territorial diferente para el Sahara Occidental. 
La Zona Libre ocupada por la RASD se organiza en siete regiones militares.

## Derechos humanos
En 2009 la Eurocámara expresó su preocupación ante la ONU por el deterioro de la situación de los derechos humanos en la región. Expresamente se refirió a los derechos de «libertad de expresión, asociación, manifestación y comunicación». Añadió, además, que la justicia marroquí de la zona está sesgada por la presión de protección del dominio.
Durante los años de la guerra (1975-91), Marruecos y Frente Polisario intercambiaron acusaciones de atacar a civiles. Marruecos considera al Polisario un grupo terrorista que recibe apoyo del exterior e intenta en todo momento presionar a la comunidad internacional para que lo incluya en las listas de terrorismo, pero Estados Unidos, la Unión Europea, la Unión Africana y Naciones Unidas se niegan a incluir al grupo en las listas de organizaciones terroristas. Los dirigentes del Polisario dejan claro que sus ideas son inherentemente incompatibles con el terrorismo, e insisten en que el castigo colectivo y la desaparición forzada aplicada por Marruecos entre los civiles saharauis es el terrorismo real, por lo que exigen la inclusión de Marruecos o parte de él en lo que se conoce como terrorismo de Estado. Tanto Marruecos como el Frente Polisario se acusan mutuamente de violar los derechos humanos y tratar de controlar el territorio ocupado por Marruecos y los campos de refugiados de Tinduf en Argelia, respectivamente. Y Marruecos, junto con organizaciones internacionales como la Organización Francia por las Libertades, sospechaba que Argelia podía ser directamente responsable de los delitos cometidos en su territorio y la acusaba de estar involucrada en tales violaciones.